# ドナルド・メトカーフ
ドナルド・メトカーフ（Donald Metcalf, 1929年2月26日 - 2014年12月15日）は、オーストラリアの免疫学者。主な業績は、リンパ球以外の白血球系幹細胞を刺激して成長を促進させるサイトカインである、コロニー刺激因子（CSF）の発見。
1951年にシドニー大学医学部を卒業、1961年に同大学からM.D.取得。1954年にウォルター・アンド・エリザ・ホール医学研究所（Walter and Eliza Hall Institute of Medical Research）の研究員となり、1965年副研究所長、1986年から1996年までメルボルン大学教授。1983年王立協会フェロー選出。

## 受賞歴
- 1988年 - ロベルト・コッホ賞
- 1993年 - ラスカー・ドゥベーキー臨床医学研究賞、ルイザ・グロス・ホロウィッツ賞
- 1994年 - ジェシー・スティーヴンソン・コヴァレンコ・メダル、ガードナー国際賞
- 1995年 - ロイヤル・メダル
- 1996年 - ウォーレン・アルパート財団賞
- 2001年 - センテナリー・メダル勲章